# Gisela Casimiro
Gisela Casimiro (Guiné Bissau, 1984), é uma activista, escritora, poeta, tradutora, curadora e artista portuguesa. Os seus textos estão traduzidos para turco, mandarim, alemão, espanhol e inglês.  
É a tradutora para português de Irmã Marginal (original inglês: Sister Outsider) escrito por Audre Lorde e editado pela Orfeu Negro.

## Biografia
Gisela Casimiro nasceu, em 1984, na Guiné-Bissau, três anos mais tarde foi para Portugal onde cresceu.
Estudou Línguas, Literaturas e Culturas na Faculdade de Ciências Sociais e Humanas da Universidade Nova de Lisboa.
Fez parte da associação anti-racista e feminista, o INMUNE - Instituto da Mulher Negra em Portugal, criada por Joacine Katar Moreira, e é membro da UNA - União Negra das Artes. 

## Prémios e Reconhecimento
Em 2022, a Câmara Municipal de Lisboa convidou 48 autoras a escreverem uma frase alusiva à liberdade, Gisela Casimiro foi uma delas. As 48 frases foram depois pintadas no chão da cidade no âmbito das comemorações dos 48 anos do 25 de Abril.
Em 2023 foi considerada uma das 100 personalidades negras influentes da lusofonia integrando a 100 Power List, iniciativa da revista digital Bantumen.

## Obra
Entre a sua obra encontram-se, obras de poesia, peças de teatro:
- 2018 - Erosão, editora Urutau, ISBN 978-65-5900-263-4 [11]

- 2022 - Casa com Árvores Dentro, peça encenada por Cláudia Semedo[12]

- 2023 - Estendais,  Editorial Caminho [13]
- 2023 - Giz, editora Urutau [14]

Várias antologias contêm poemas seus, nomeadamente:
- 2020 - Rio de Pérolas, organizada por António Martins, editora Ipsis Verbis [15][2][5]

- 2022 - Reconstituição Portuguesa, organizado por Viton Araújo e Diego Tórgo, editada pela Companhia das Letras, ISBN 9789897845635 [16][17]

## Ligações Externas
- Arquivos RTP | Gisela Casimiro entrevistada por Anabela Mota Ribeiro no programa "Os Filhos da Madrugada" (2022)
- Teatro Dona Maria II | Podcast Teatra: Gisela Casimiro (2022)